# Padre de familia
Family Guy (conocida en español como Padre de familia) es una serie de televisión animada estadounidense de animación para adultos, creada por el director, guionista y cantante Seth MacFarlane el 31 de enero de 1999. La serie se centra en los Griffin, una familia disfuncional cuyos componentes son: los padres Peter y Lois; sus hijos Meg, Chris, y Stewie; y su perro antropomorfo Brian. La serie está situada en la ciudad ficticia de Quahog, Rhode Island. La clasificación por edades en Estados Unidos es de TV-14.
La serie fue creada por MacFarlane tras haber hecho dos cortometrajes The Life of Larry y Larry & Steve. Seth MacFarlane rediseñó los protagonistas de los cortos hechos por él; Larry y su perro Steve, llamándolos Peter y Brian, respectivamente. MacFarlane entregó un piloto de 15 minutos a Fox que lo emitió el 20 de diciembre de 1998. Después de la emisión del piloto la serie recibió luz verde y comenzó su producción. Poco después de terminar la tercera temporada de Padre de familia en 2001, Fox canceló la serie, pero debido a la demanda del público y el incremento de las ventas de los DVD más las reposiciones en Adult Swim, la serie volvió en 2004 convenciendo a la cadena de que reemitiera la serie.
El 26 de enero de 2023, Fox renovó la serie por una vigesimosegunda y vigesimotercera temporada. El 2 de abril de 2025, la serie fue renovada por cuatro temporadas más. Esta renovación llevará a la serie hasta la temporada televisiva 2028-2029.

## Historia
Padre de familia se creó en 1999 tras (su predecesora) Larry Shorts atrayendo la atención de Fox durante los anuncios en la Super Bowl de 1999. Se anunció su cancelación, pero un cambio en la dirección de la cadena y las demandas del público les hicieron reconsiderar su postura, reanudándose en la tercera temporada. Tras el final de la temporada, la serie fue cancelada de nuevo. Las reposiciones en Adult Swim impulsaron el interés de que el programa continuase, más los beneficios en las ventas de los DVD en un año (2.2 millones de copias al año) renovaron el interés de la cadena. Padre de familia volvió a la producción en 2004 produciéndose cuatro temporadas más (de un total de siete) y una película directa en DVD titulada Stewie Griffin: The Untold Story. La serie celebró oficialmente el episodio 100 durante la sexta temporada en otoño de 2007, consiguiente a la sindicación de la serie. Actualmente, la serie tiene contratada hasta la temporada 24 la producción de nuevos episodios.
El 18 de septiembre de 2021, Padre de familia fue retirada de Adult Swim, debido al contrato con The Walt Disney Company. El último episodio que emitió fue el episodio 13 de la temporada 12, «Stewie está encinto». Inmediatamente después de que la serie salga de Adult Swim, ha presentado un video en honor a la partida de la serie homónima. El video ve personajes de varios originales de Adult Swim, incluidos  The Venture Bros. y  Aqua Teen Hunger Force, despidiéndose emocionalmente de la exitosa serie de Seth MacFarlane.

### Creación
Padre de familia se emitió el 31 de enero de 1999 en Estados Unidos, previo al Super Bowl XXXIII.
En Family Guy Live in Montreal, Seth MacFarlane comentó que quería hacer un programa animado para impresionar a una chica. Seth MacFarlane escribió el primer episodio del que sería el piloto de Padre de familia para el programa The Cartoon Cartoon Show de Cartoon Network. La serie se llamaba Larry Shorts del mismo creador (predecesora de Padre de familia). Brian Griffin fue inspirado en Steve, un perro antropomorfo de aquella serie extraviado y encontrado por Larry, un gordo idiota del que se inspiró para crear a Peter. Durante el tiempo de esos episodios, hubo muchos personajes que tuvieron semejanzas con los personajes de Padre de familia (por ejemplo, un piloto experto en ligues que resultó ser Quagmire). Debido a que la audiencia principal de Cartoon Network era dirigida principalmente para el público infantil, la serie Larry Shorts tuvo un contenido bastante suave a diferencia de Padre de familia. La serie se emitió hasta los días presentes en los Estados Unidos en Fox el 31 de enero de 1999 después de la Super Bowl XXXIII.
Este episodio captó la atención de 22 millones de televidentes. El programa se emitió como una serie regular en abril y se añadieron seis episodios más hasta completar la primera temporada a mediados de mayo. La primera temporada tuvo siete episodios donde se introdujo a los personajes principales. La segunda temporada comenzó el 23 de septiembre de 1999 y tuvo la competencia de otras series. Después de solo dos episodios de la segunda temporada, Padre de familia fue retirada de la programación y emitida un tiempo después. La emisión volvió en marzo de 2000 hasta el final de temporada con 21 episodios. La tercera temporada contenía 21 episodios emitidos desde el 11 de julio de 2001 hasta febrero de 2002.
Durante las emisiones de la segunda y tercera temporada, Fox contraprogramaba la serie con frecuencia por varios días seguidos. A consecuencia de ello, la audiencia de la serie disminuyó. Cuando Padre de familia se emitió en Reino Unido y se empezaron a vender sus DVD en ese país, los siete primeros episodios de la segunda temporada se encontraban incluidos en el disco de la primera temporada para dividir el número de episodios de los DVD en 14 por cada disco. Esta práctica causó que los DVD lanzados posteriormente en ese país contuviesen el orden incorrecto de episodios, con respecto a los DVD en los Estados Unidos. Un ejemplo de este error es la entrega en DVD de la séptima temporada en el Reino Unido, que contiene episodios de la sexta temporada. 
Hubo un gran revuelo durante la segunda y tercera temporada si Padre de familia sería renovada o cancelada. Fox anunció en público que la serie iba a ser cancelada al final de la segunda temporada. En un intento de convencer a la empresa para reanudar la serie, varios fanáticos consternados abrieron sitios web, crearon peticiones de firmas y escribieron cartas al canal.
Un cambio en la dirección de la cadena permitió la producción de trece nuevos episodios, formando la base de la tercera temporada. Muy conscientes de lo incierto del futuro del programa, los guionistas hicieron referencia a dicha incertidumbre en muchos episodios, en especial en The Thin White Line, donde la Fox les permitió decir la palabra fuck (en el minuto 15:55 del episodio) por primera vez, sin ocultarlo mediante ruidos de fondo como por ejemplo una campana. A cambio se superpuso un pitido. Padre de familia mantuvo además una fuerte competencia con Survivor y Friends compartiendo el mismo horario de emisión a las 20:00, lo cual fue mencionado (tras su segunda cancelación) en Stewie Griffin: The Untold Story.
Durante la tercera temporada, FOX anunció la cancelación definitiva de la serie.

### Intentos de reemisión
La cancelación de la serie en la tercera temporada fue un golpe para los aficionados, quienes hicieron esfuerzos para convencer a FOX de que volvieran a reanudar la serie. Se realizó una petición en línea obteniendo cerca de 100 000 firmas, también hubo envíos masivos de correos electrónicos a la cadena, cartas a los ejecutivos de la FOX (algunas con amenazas de boicot) y manifestaciones como protesta para «salvar» Padre de familia. Tras los esfuerzos de otras cadenas, especialmente UPN para adquirir los derechos de emisión de Padre de familia fallaron.

### Regreso a la televisión
En 2003, Padre de familia obtuvo su primer pase sindicado en la cadena canadiense Teletoon, donde rápidamente alcanzó una popularidad masiva, gracias a las frecuentes emisiones. Muchos meses después, los reestrenos de la serie finalmente encontraron un hogar fijo en el bloque nocturno Adult Swim de la cadena Cartoon Network, en la que siguió retransmitiéndose a lo largo de 2008. Según un informe de prensa de Cartoon Network

Padre de familia lidera su franja horaria entre aquellos de entre 18 a 24, y ocasionalmente ha hecho frente a programas como The Late Show with David Letterman y The Tonight Show with Jay Leno entre aquellos de 18 a 34 y de 18 a 24.

La serie obtuvo un gran éxito de ventas en DVD tras ponerse a la venta en el mercado estadounidense (NTSC, Región 1) el 15 de abril de 2003. Dividida en dos volúmenes, Padre de familia vendió 2.2 millones de unidades de DVD el primer año, superando otras publicaciones de DVD de 2003 de demás series de televisión, incluyendo Sexo en Nueva York y las temporadas de Friends. La significativa audiencia en Cartoon Network en combinación con las ventas sin precedentes de los DVD hizo correr los rumores acerca de los planes de la FOX para reanudar la serie.
El 19 de noviembre de 2003, E! y su website informaron que FOX estuvo negociando con el creador de Padre de familia, Seth MacFarlane para reanudar la emisión del programa con 35 nuevos episodios. El 27 de febrero de 2004, en una entrevista a IGN, MacFarlane confirmó que la producción de Padre de familia volvería a reanudarse. MacFarlane dio más detalles en una entrevista concedida a la BBC.
El 26 de marzo de 2004, FOX, anunció oficialmente su compromiso para la producción de al menos 22 episodios de Padre de familia para su emisión en 2005. Adult Swim dejó una puerta abierta a que se transmitieran estos episodios, comenzando el 1 de mayo de 2005, Seth MacFarlane declaró:

Me emociona increíblemente que estemos trabajando otra vez en Padre de familia. Todos esos chicos enloquecidos que se emperraban en que yo trajera el programa de vuelta ahora podrán dejar de molestarme y pasar a asuntos más serios, como salvar Coupling.

La premier de la cuarta temporada de Padre de familia se emitió en FOX, el 1 de mayo de 2005 a las 21:00 hora este en los Estados Unidos riéndose en primer lugar de los problemas pasados de la serie al mostrarse un flash back ambientado en 2002 en el episodio North by North Quahog donde Peter hace mención de todas las series que tenían que fracasar (y de hecho fracasaron) para que los volvieran a reponer. Una razón importante del éxito actual de la serie es la franja televisiva del domingo noche junto a otros programas animados de la FOX. El reestreno de la cuarta temporada dio comienzo el 9 de junio de 2005 en Adult Swim.
Dos años después de la cancelación de Padre de familia se lanzó la película directamente en DVD Family Guy Presents Stewie Griffin: The Untold Story, película formada por tres episodios de Padre de familia combinados en una única trama (con escenas adicionales). La película de 88 minutos de duración estuvo sin clasificación de edades (en el Reino Unido se calificó con 15), incluyendo audiocomentario, material eliminado y otros contenidos adicionales. Al final de la cuarta temporada, en mayo de 2006, se emitió una versión editada de la película. El argumento de la misma se centra en Stewie encontrándose a su «yo» del futuro y como será su porvenir. Originariamente la película se iba a realizar antes de los episodios de televisión, pero la cinta se pospuso cuando arrancaron las ideas para los episodios El mismo día de la publicación del DVD, Variety informó que 20th Century Fox había dado luz verde a la producción de 22 nuevos episodios de Padre de familia, la cual comenzaría su emisión el 10 de septiembre de 2006 en FOX.
Se produjo un videojuego bajo el sello de 2K Games y fue desarrollado por High Voltage Software. El juego se publicó el 25 de octubre de 2006 para PSP, Xbox y PlayStation 2. Se le fue concedida la calificación M para adultos y 15 en el Reino Unido.
La producción de la sexta temporada (2007-2008) comenzó en enero tras dos meses de parón en la producción.

### Pleitos
En marzo de 2007, la actriz Carol Burnett presentó una demanda contra 20th Century Fox, alegando que se cometió una infracción del copyright y se dañó su imagen al presentarla en un episodio como una limpiadora de un sex-shop sin su permiso. Después de lo sucedido, Burnett declaró que la FOX violó sus derechos públicos. Pidió seis millones de dólares por perjuicios a su imagen. El 4 de junio de 2007, el juez de distrito Dean Pregerson desestimó la demanda, argumentando que aquella parodia está protegida por la primera enmienda de la constitución de los Estados Unidos.
El 3 de octubre de 2007, Bourne Co. Music Publishers denunció a la serie por infracción del copyright de la canción «When You Wish Upon a Star» a causa de una parodia de esta canción por una llamada «I Need a Jew», del episodio «When You Wish Upon a Weinstein». Bourne Co. único propietario de los derechos de la canción, alegó que la música parodiada es idéntica a la original rozando la copia además de letras antisemitas.
En diciembre de 2007, el actor Art Metrano demandó a la serie por infringir el copyright en una escena de Stewie Griffin: The Untold Story, donde aparecía Jesús parodiando una actuación suya en la que hacia juegos mágicos con sus manos (por ejemplo, hacer creer que un dedo salta de una mano a la otra) mientras tararea la sintonía «Fine and Dandy». Los abogados de Metrano reclaman que esta actuación se proteja bajo términos legales del copyright de Estados Unidos del 1976.

### Huelga de guionistas

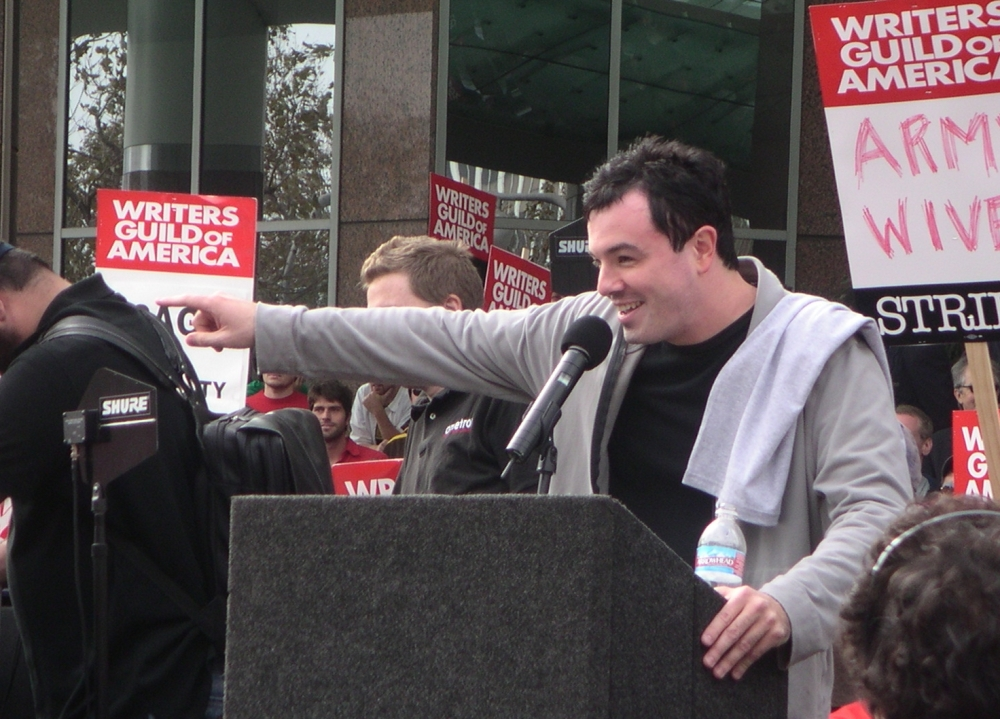
Seth MacFarlane hablando en la huelga de guionistas celebrada en Culver City el 9 de noviembre de 2007.

Durante la huelga de guionistas en Hollywood de 2007-2008, la producción oficial de la serie se detuvo en casi la totalidad del mes de diciembre de 2007 y varios meses después. La FOX continuó produciendo episodios sin el consentimiento expreso de Seth MacFarlane, hecho que él mismo calificó en una entrevista a Variety como una «monumental cagada» («a colossal dick move»). Aunque MacFarlane rechazó seguir trabajando en la serie, su contrato con la FOX le instaba a contribuir en algunos episodios y continuas producciones. La producción volvió a reanudarse después del fin de la huelga y los episodios fueron emitidos con regularidad desde el 17 de febrero de 2008.

## Producción

### Ficha técnica
Durante su historia, Padre de familia ha tenido varios productores ejecutivos, entre los que se encuentran, Seth MacFarlane, Daniel Palladino, Lolee Aries y David Zuckerman. David Goodman se unió al programa como coproductor ejecutivo en la tercera temporada donde promocionó a productor ejecutivo. Alex Borstein también trabajó como ejecutiva y supervisora de producción para la cuarta y quinta temporada. En cuanto a Steve Callaghan y Mark Hentemann, fueron ascendidos a showrunners.
El equipo de guionistas contribuye mediante ideas el uso que dan a cada personaje en cada episodio. Si la mayoría de ellos comparten la idea de la trama del episodio, MacFarlane da su visto bueno, MacFarlane recibe de la FOX, presupuesto para llevar a cabo la producción. En los primeros meses de producción, los guionistas tuvieron que compartir la misma sala con el equipo técnico de la serie King of the Hill. En varias entrevistas y audiocomentarios de DVD de la primera temporada, MacFarlane comentó ser fan de los programas radiofónicos de los años 1930 y 40, en especial, Suspense, thriller que le sirvió de inspiración para darle nombres a los episodios, los cuales siempre hacían alusión a la muerte como Death Has A Shadow y Mind Over Murder. Más tarde explicó su equipo técnico detuvo la convención de títulos después de que los episodios eran difíciles de identificar y utilizaron nombres más novedosos. Tras la controversia producida en el descanso de la Super Bowl de 2004, los guionistas se vieron obligados a rebajar el tono de humor negro de su programa en las emisiones televisivas. En 2009, Fox se negó a emitir un episodio que trataba sobre el aborto. Aunque no existía confirmación de que la FOX haya cedido los derechos de emisión a las cadenas internacionales, todo parecía indicar que sí, ya que estaba previsto que el episodio se emitiera en el Reino Unido a través de BBC 3 el 20 de junio de 2010.
La serie ha tenido varios directores como Dan Povenmire, Pete Michels y Peter Shin. Povenmire debutó con el episodio Road to Rhode Island de la segunda temporada. MacFarlane aseguró que Povenmire tiene una cantidad substancial de libertad creativa y confió en él. A partir de la séptima temporada, abandonó la serie para producir Phineas y Ferb.

### Reparto

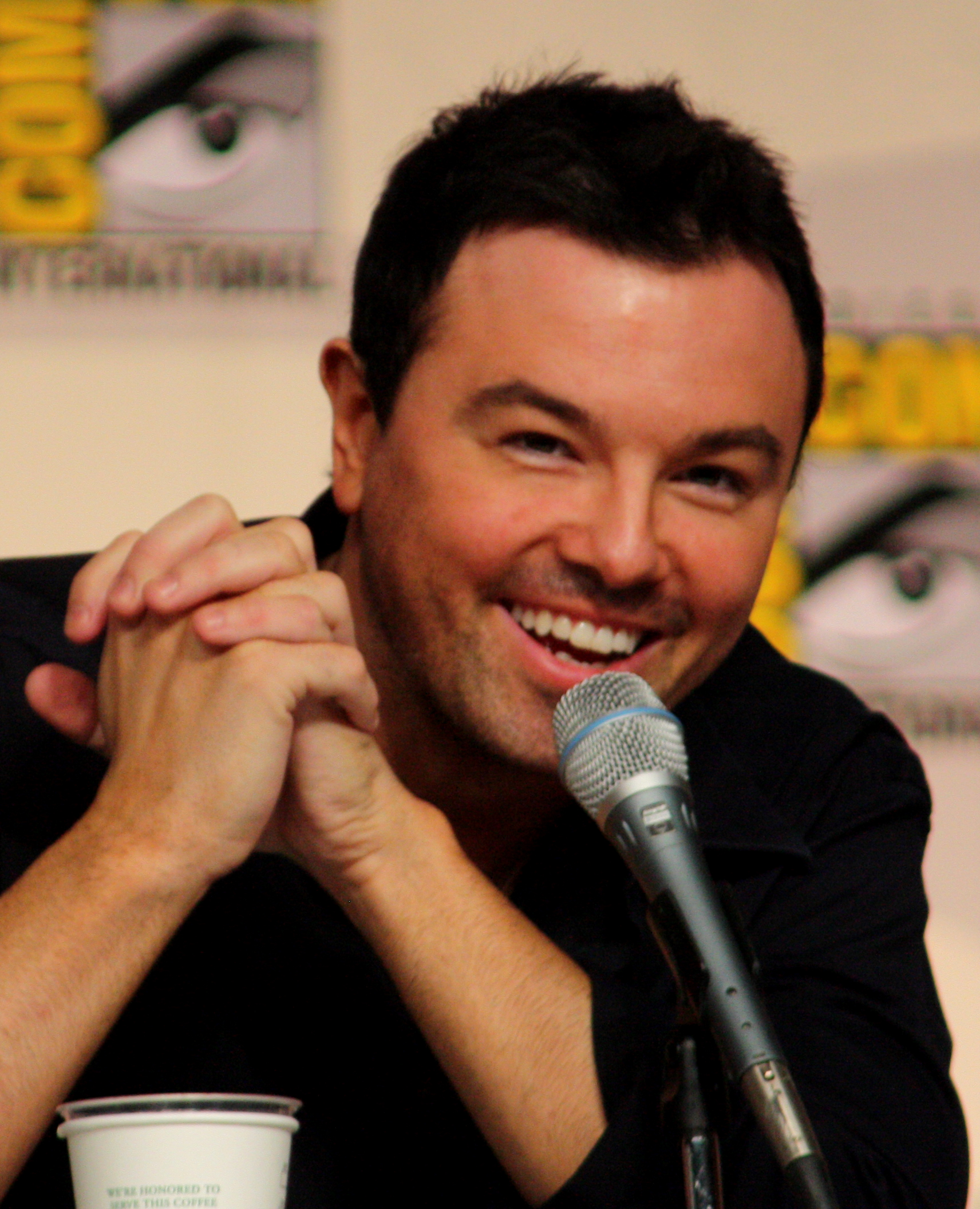
Seth MacFarlane.

Seth MacFarlane presta su voz a tres de los personajes principales: Peter, Brian y Stewie Griffin. MacFarlane escogió interpretar la voz a esos personajes creyendo que podría ser más fácil interpretarlos que pedir a otros actores que lo intentaran. La inspiración para poner la voz a Peter, le vino de un guardia de seguridad al que oía hablar mientras estudiaba en la escuela de diseño. La voz de Stewie está basada en la del actor Rex Harrison, en especial, se fijó en su actuación en la película de 1964 My Fair Lady. Con Brian, MacFarlane utiliza su voz natural. También ha dado sus voces a otros personajes secundarios y minoritarios, los más conocidos son Glenn Quagmire, Tom Tucker y Carter Pewterschmidt.

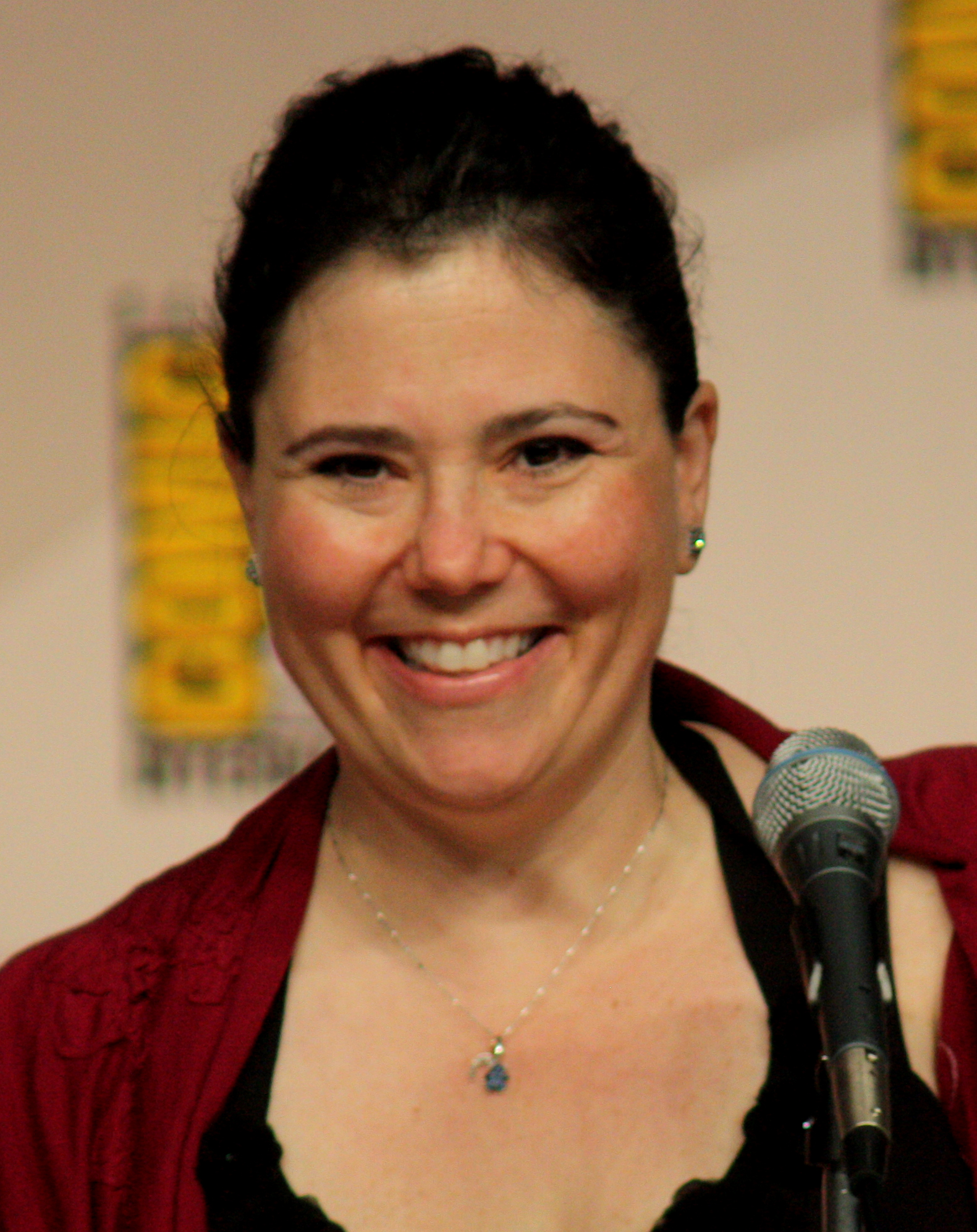
Alex Borstein.

Alex Borstein pone sus voces a Lois Griffin, Tricia Takanawa, Loretta Brown y Barbara Pewterschmidt. A la actriz le ofrecieron interpretar la voz en el primer episodio mientras actuaba en MADtv. Ella no conocía a MacFarlane ni sus trabajos y declaró que fue «de verdad, alguien que jamás ha visto». Al mismo tiempo, Borstein actuaba en un teatro de Los Ángeles, donde interpretaba a una madre pelirroja cuya voz estaba basada en una de sus primas. En un principio, la voz del personaje era muy lenta, pero MacFarlane al oírla le replicó, «Haz que suene un poco más molesta, y dale más velocidad, o sino cada episodio tendrá que durar cuatro horas».

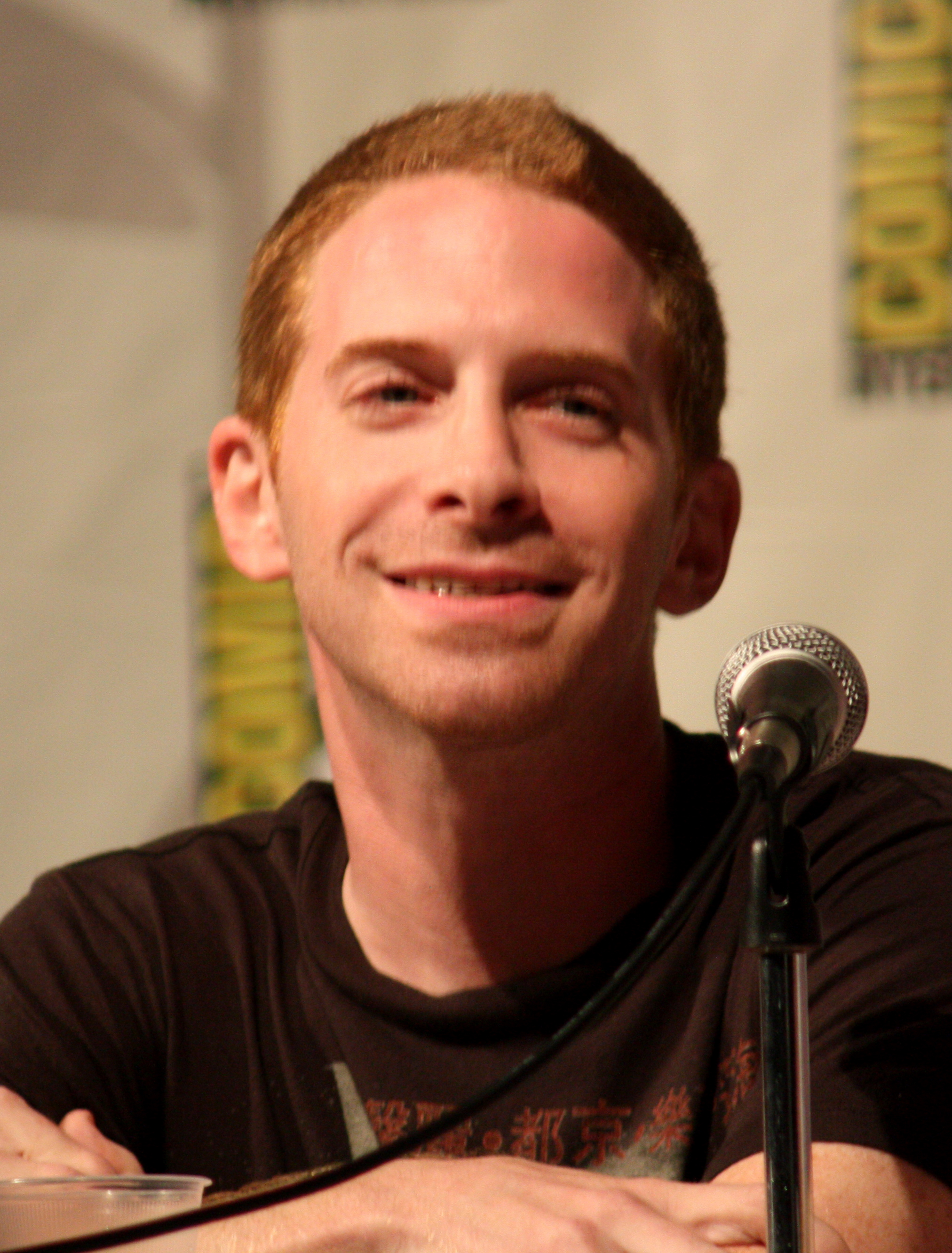
Seth Green.

Seth Green interpreta principalmente a Chris Griffin y Neil Goldman. Green dijo basarse en el personaje de The Silence of the Lambs, Buffalo Bill. Su principal inspiración para prestar su voz a Chris vino al pensar, cómo sonaría Buffalo Bill si estuviese hablando desde un McDonalds a la gente.

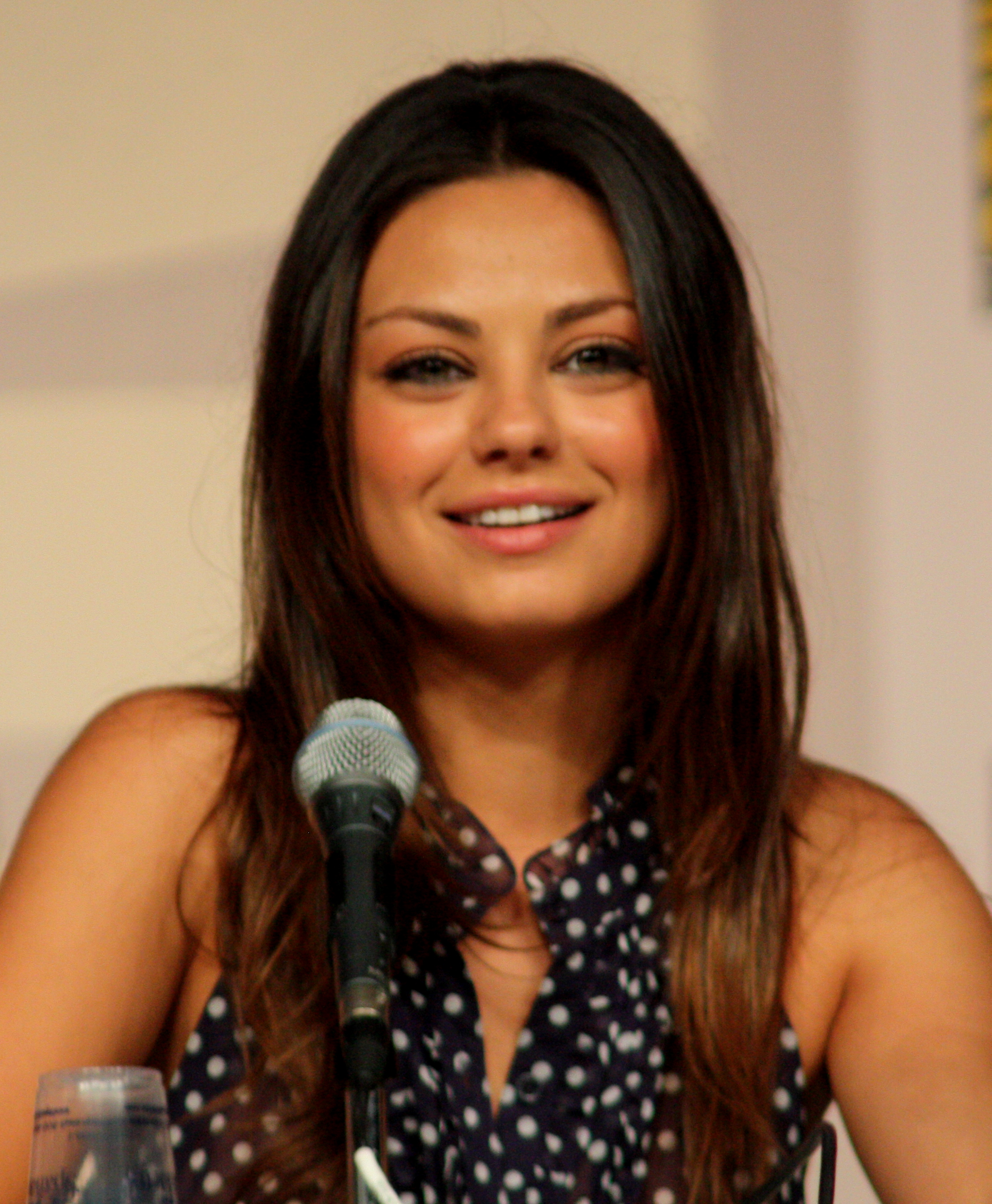
Mila Kunis.

Mila Kunis y Lacey Chabert, ambas, interpretaron a Meg Griffin. Esta última prestó su voz al personaje durante los primeros 15 episodios. Sin embargo nunca apareció en los créditos por motivos contractuales. Finalmente dejó la serie debido al conflicto con su agenda (Party of Five y tareas escolares). Kunis consiguió el papel tras pasar una pruebas e interpretar al personaje según se le indicaba en el guion, en parte y debido a que actuaba en That '70s Show. MacFarlane la volvió a llamar después de su primera audición y le pidió que hablara más despacio a la vez que enunciara más. Una vez dijo tener al personaje bajo control, fue contratada. Kunis describió al personaje como un «chivo expiatorio». Explicó, «A Meg se le crispa bastante, pero tiene gracia. Es como el hijo mediano. Ella es el estereotipo de la adolescente de 14 años, cuando tú tienes la popularidad durante tu pubertad y lo que pasa cuando no. Ella está condenada a aguantar una vida de humillaciones, y eso es divertido».

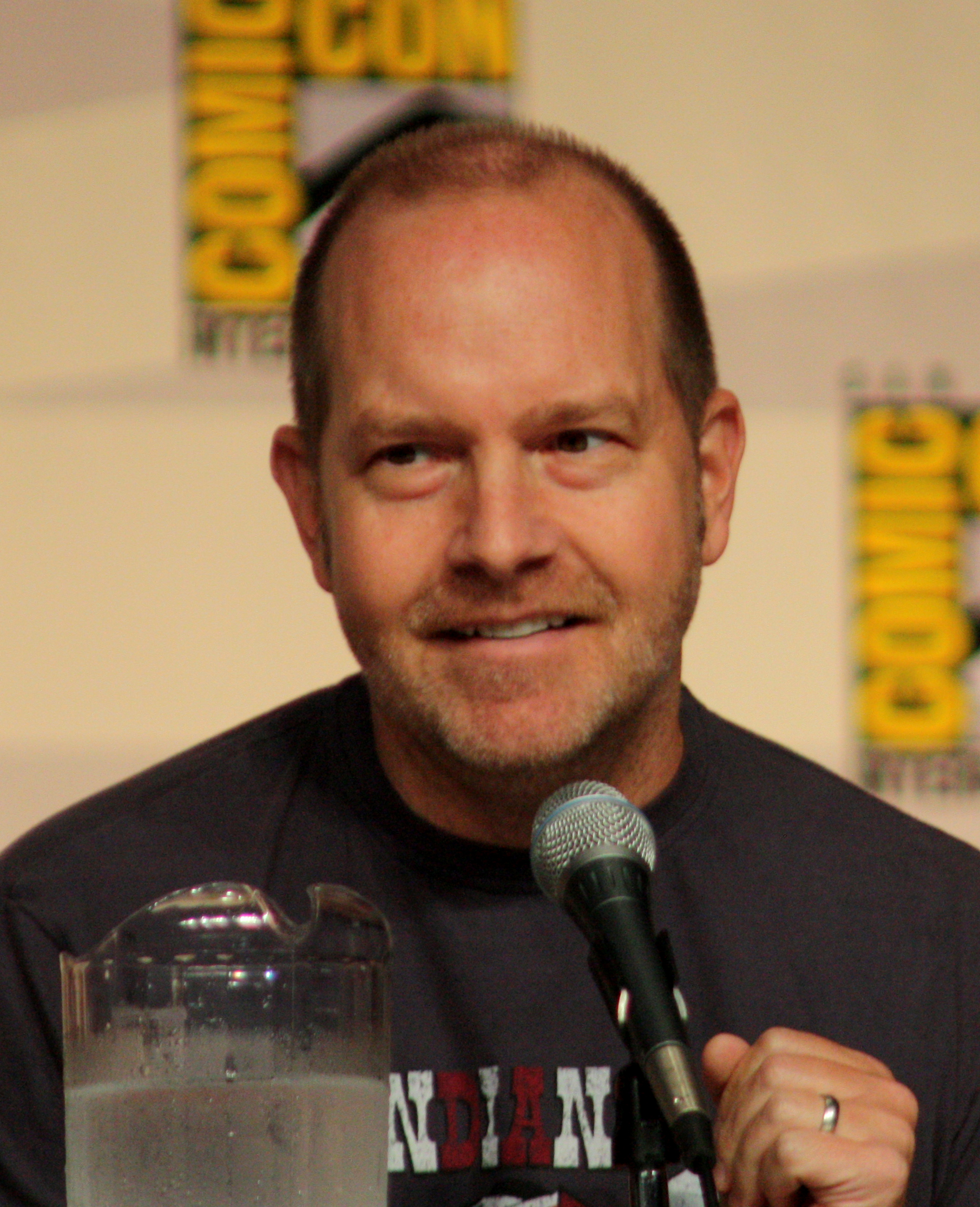
Mike Henry.

Mike Henry presta su voz a Cleveland, su hijo y al viejo Herbert, al igual que otros personajes minoritarios o secundarios como Bruce y el Sordo engrasado. Henry conoció a MacFarlane en la Escuela de Diseño de Rhode Island, con quien se mantuvo en contacto después de la graduación. Unos años después, MacFarlane le preguntó si quería formar parte de una serie; a lo que él accedió para ser actor de voz y guionista. Henry interpretó la voz de Cleveland tras ser influenciado por uno de sus compañeros de baloncesto de Virginia, que tenía un acento regional bastante particular. Durante las cuatro primeras temporadas, apareció acreditado como colaborador, pero a partir de la quinta temporada fue considerado actor principal.

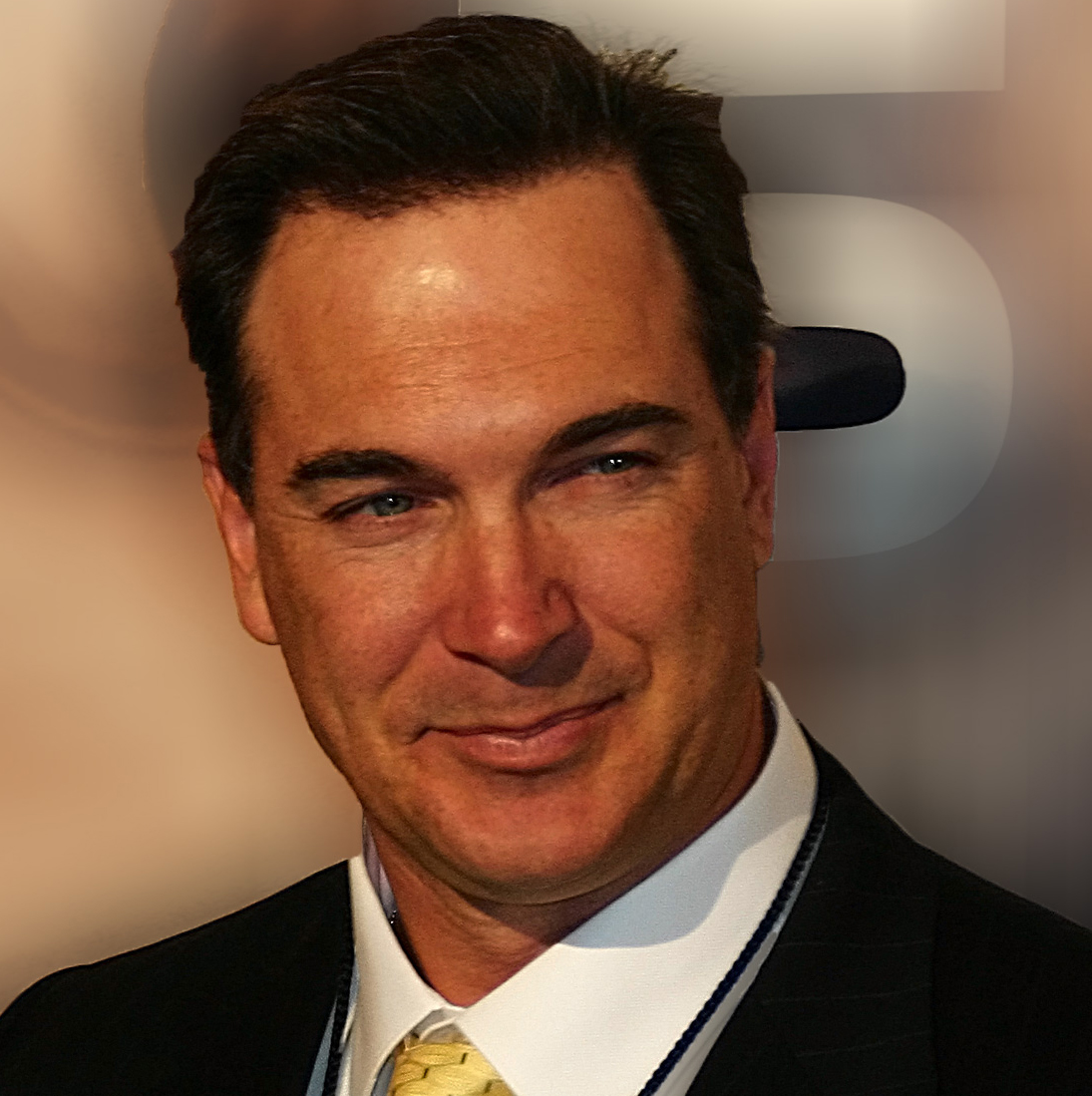
Patrick Warburton.

En el reparto también se incluyen actores como: Patrick Warburton quien interpreta la voz de Joe Swanson; Adam West a su homónimo; Jennifer Tilly es Bonnie Swanson; John G. Brennan es Mort Goldman; Carlos Alazraqui, Johnatan Weed; Adam Carolla y Norm MacDonald como Muerte; Lori Alan es Diane Simmons; Phil LaMarr es Ollie Williams. El caricaturista, Butch Hartman ha aparecido en varios episodios interpretando a varios personajes. El guionista Danny Smith ha prestado su voz a varios personajes, entre ellos, Ernie, el pollo gigante.
La serie ha contado con la colaboración de varios artistas invitados, de varias profesiones, a lo largo de todos los episodios, entre los que se incluyen actores, atletas, autores, grupos musicales y músicos además de científicos. Muchos de los invitados se han interpretado a sí mismos. Leslie Uggams fue la primera en aparece como sí misma en Mind Over Murder. En el episodio Not All Dogs Go to Heaven se contó con casi todo el reparto de Star Trek: The Next Generation: Patrick Stewart, Jonathan Frakes, Brent Spiner, LeVar Burton, Gates McFadden, Michael Dorn, Wil Wheaton, Denise Crosby y Marina Sirtis siendo este el episodio con más artistas invitados de toda la séptima temporada.

### Localización

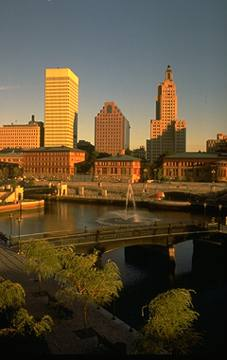
De izquierda a derecha: One Financial Center, 50 Kennedy Plaza y Bank of America Tower.

Durante su época de estudiante en la Escuela de Diseño de Rhode Island, MacFarlane residió en Providence, en consecuencia, la serie tiene similitudes con varias zonas rodhense del universo real. A menudo, MacFarlane hace uso de varios sitios del Estado como Pawtucket y Buddy Cianci. En una entrevista concedida a WNAC Fox 64 News, argumentó que la ciudad está basada en el mapa de Cranston.
En varios episodios, pueden verse en la distancia los rascacielos de Providence. Los tres edificios que se pueden presenciar son, de izquierda a derecha y del más lejano al más cercano, One Financial Center, 50 Kennedy Plaza y Bank of America Tower. Desde el ángulo en el que están situados esos edificios, indican al televidente, que Quahog está ubicada al oeste del centro de Providence, en caso de que Quahog existiera de verdad. Sin embargo, en otros episodios se revela que la ciudad tiene acceso al mar, aunque solo Cranston y Providence poseen costas. Casualmente hay un hecho real entre la localidad ficticia y Providence, se trata de la 31 de la calle Spooner, situada en la misma ciudad justo al oeste del Parque Roger Williams.

## Personajes
La serie gira en torno a las aventuras de Peter Griffin, un torpe, pero bien intencionado obrero. Peter es de raíces católico irlandesas con un marcado acento entre rhodense y del este de Massachusetts. Está casado con Lois Griffin, una ama de casa y profesora de piano que tiene una voz nasal y acento característico de Nueva Inglaterra. Antes de casarse con Peter, vivía rodeada de lujos en la mansión Pewterschmidt entre lo más alto de la sociedad. Ambos tienen tres hijos: Meg, una joven adolescente con problemas de integración social (tanto en el instituto como en la familia); Chris, hijo mediano con carencia de inteligencia, es una versión juvenil de su padre; y Stewie Griffin, un bebé con comportamientos adultos, en las primeras cinco temporadas tuvo intenciones de matar a su madre con resultados vanos, sin embargo en las siguientes temporadas se ha explotado su ambigüedad sexual y parece haber cambiado su relación con Lois. Con ellos residió Brian Griffin hasta la duodécima temporada, el perro de la familia (anteriormente callejero) con vicios humanos y capaz de mantener una conversación fluida con las personas, aunque sigue siendo considerado como animal en muchos aspectos. Finalmente, cuando falleció atropellado, fue reemplazado por Vinny, un perro con acento italiano. Ya en la premier de la temporada se había declarado que uno de los integrantes de la familia iba a morir. Sin embargo, en el episodio «Christmas Guy», Stewie consigue viajar al pasado justo a tiempo para poder salvar a Brian. También Seth MacFarlane, el creador de la serie, anunció a través de Twitter que en realidad nunca habían querido matar a Brian, solo lo hicieron para ganar más audiencia.
La mayoría de personajes secundarios y recurrentes aparecen junto con la familia protagonista. Entre los que se incluyen sus vecinos: Glenn Quagmire, un piloto de aerolíneas comerciales conocido por su hipersexualidad; Cleveland Brown y su exmujer Loretta Brown y el hijo de ambos; Joe Swanson, un policía parapléjico casado con Bonnie Swanson con la que tiene una hija desde la séptima temporada, Susie (cabe destacar que Bonnie estuvo embarazada casi siete temporadas); Mort Goldman, un farmacéutico hipocondriaco, el cual estuvo casado con Muriel Goldman con quien tuvo un hijo: Neil Goldman. Herbert, un anciano pedófilo. En cuanto al noticiero, Tom Tuker y Diane Simmons son los presentadores del informativo (en el caso de Diane, esta tuvo que ser remplazada tras su fallecimiento), junto ellos están Tricia Takanawa, reportera a la que se refieren como «la asiática» y Ollie Williams, de profesión meteorólogo. Otro personaje es Adam West, alcalde de la ciudad basado en el actor homónimo. En ciertos episodios el hombre kool-aid, aparece cada vez que alguien dice tres veces Oh-no!

## Guía de episodios
| Temporada | Temporada | Episodios | Episodios             | Emisión original         | Emisión original        | Emisión original | Ranking | Audiencia promedio (en millones) |
| Temporada | Temporada | Episodios | Episodios             | Primera emisión          | Última emisión          | Cadena           | Ranking | Audiencia promedio (en millones) |
| --------- | --------- | --------- | --------------------- | ------------------------ | ----------------------- | ---------------- | ------- | -------------------------------- |
|           | 1         | 7         | 7                     | 31 de enero de 1999      | 16 de mayo de 1999      | Fox              | 55      | 11.8                             |
|           | 2         | 21        | 21                    | 23 de septiembre de 1999 | 1 de agosto de 2000     | Fox              | 114     | 6.32                             |
|           | 3         | 22        | 22                    | 11 de julio de 2001      | 9 de noviembre de 2003  | Fox              | 125     | 4.50                             |
|           | 4         | 30        | 30                    | 1 de mayo de 2005        | 14 de mayo de 2006      | Fox              | 68      | 7.90                             |
|           | 5         | 18        | 18                    | 10 de septiembre de 2006 | 20 de mayo de 2007      | Fox              | 71      | 8.20                             |
|           | 6         | 12        | 12                    | 23 de septiembre de 2007 | 4 de mayo de 2008       | Fox              | 84      | 7.94                             |
|           | 7         | 16        | 16                    | 28 de septiembre de 2008 | 17 de mayo de 2009      | Fox              | 69      | 7.56                             |
|           | 8         | 21        | 21                    | 27 de septiembre de 2009 | 23 de mayo de 2010      | Fox              | 53      | 7.73                             |
|           | 9         | 18        | 18                    | 26 de septiembre de 2010 | 22 de mayo de 2011      | Fox              | 56      | 7.66                             |
|           | 10        | 23        | 23                    | 25 de septiembre de 2011 | 20 de mayo de 2012      | Fox              | 70      | 7.30                             |
|           | 11        | 22        | 22                    | 30 de septiembre de 2012 | 19 de mayo de 2013      | Fox              | 62      | 6.94                             |
|           | 12        | 21        | 21                    | 29 de septiembre de 2013 | 18 de mayo de 2014      | Fox              | 78      | 6.11                             |
|           | 13        | 18        | 18                    | 28 de septiembre de 2014 | 17 de mayo de 2015      | Fox              | 94      | 5.86                             |
|           | 14        | 20        | 20                    | 27 de septiembre de 2015 | 22 de mayo de 2016      | Fox              | 111     | 4.28                             |
|           | 15        | 20        | 20                    | 25 de septiembre de 2016 | 21 de mayo de 2017      | Fox              | 116     | 3.93                             |
|           | 16        | 20        | 20                    | 1 de octubre de 2017     | 20 de mayo de 2018      | Fox              | 136     | 3.52                             |
|           | 17        | 20        | 20                    | 30 de septiembre de 2018 | 12 de mayo de 2019      | Fox              | 131     | 3.33                             |
|           | 18        | 20        | 20                    | 29 de septiembre de 2019 | 17 de mayo de 2020      | Fox              | 107     | 2.65                             |
|           | 19        | 20        | 20                    | 27 de septiembre de 2020 | 16 de mayo de 2021      | Fox              | —       | —                                |
|           | 20        | 20        | 20                    | 26 de septiembre de 2021 | 22 de mayo de 2022      | Fox              | —       | —                                |
|           | 21        | 20        | 20                    | 25 de septiembre de 2022 | 7 de mayo de 2023       | Fox              | —       | —                                |
|           | 22        | 15        | 15                    | 1 de octubre de 2023     | 17 de abril de 2024     | Fox              | —       | —                                |
|           | 23        | 20        | 2                     | 14 de octubre de 2024    | 25 de noviembre de 2024 | Hulu             | —       | —                                |
| 18        | 23        | 20        | 16 de febrero de 2025 | 17 de julio de 2025      | Fox                     | —                | —       |                                  |

## Características

### Flashbacks
En la mayoría de episodios, la trama es interrumpida por al menos un sketch denominado flashback aleatorio. El segmento a veces guarda alguna relación con el argumento del episodio y contiene una referencia cultural. La mayoría de ellos, están interpretados por artistas invitados, a veces mediante rodaje en imagen real, incluyendo apariciones de Conway Twitty en tres episodios, Will Ferrell en Jungle Love y ocasionalmente mediante una combinación de imagen real con animación. Un ejemplo sería un baile de claqué entre Stewie y Gene Kelly en Road to Rupert. Algunos sketches han sido criticados duramente, bien por la crítica o por otros dibujantes, quienes comentan que la serie se centra demasiado en los flashbacks aleatorios en lugar del recurrente humor de la trama.

### Banda sonora
En varios episodios se ha recurrido a la música, la mayoría en forma de número musical, los cuales son usados como parte del argumento, algunos ejemplos son Brian Sings and Swings y From Method To Madness, de igual manera se utilizan para realizar sátiras como en la canción The Freaking FCC en PTV y Vasectomy Song de Sibling Rivalry. Durante la secuencia inicial de la Gala de los Premios Emmy de 2007, Stewie y Brian hicieron un dueto titulado You can Find It On TV, donde se reían de las series televisivas de 2007. Canciones galardonadas en los premios Emmy hubo dos al mejor tema musical y composición; My Drunken Irish Dad de Peter's Two Dads y You've Got a Lot to See de Brian Wallows and Peter's Swallows. Muchos temas musicales fueron incluidos en Family Guy: Live in Vegas entre otras más.

### EpisodiosRoad to...
Los episodios tipo «Road to...» son considerados de algún modo, una característica más de la serie. Road to Rhode Island, emitida en el 2000, fue la primera de una larga serie. Las cuales fueron una idea de MacFarlane el realizar una parodia de las siete Road to... protagonizadas por Bing Crosby, Bob Hope y Dorothy Lamour. MacFarlane se basó en las películas como fuente de inspiración debido al cariño que sentía por ellas y por algunos números musicales, como lo es Road to Rhode Island, relacionado de manera directa con los filmes. También mostró interés en hacer un especial o un episodio direct to video. Estos episodios, normalmente incluyen a Brian y a Stewie yendo a algún lugar alejado de Quahog. La mayoría de los episodios fueron dirigidos por Dan Povenmire hasta Road to Rupert.

## Críticas y controversias
Padre de familia ha recibido críticas negativas. Por ejemplo, Ken Tucker de Entertainment Weekly ha cargado con frecuencia contra el programa, calificándola con una «D», y nombrándola como el peor programa de la temporada televisiva 1999-2000. La PTC, asociación fundada por L. Brent Bozell III ha publicado críticas destructivas contra la serie. la cual es considerada por este grupo como el «peor programa televisivo en horas de máxima audiencia para los televidentes» en los años 2000, 2005, y 2006. Varios episodios han tenido ese «honor» de liderar esa categoría por razones de lenguaje inapropiado, desnudez animada y contenido violento. La organización ha notado como con frecuencia esta serie tiene muchos seguidores entre los niños de entre 2 y 12 años, la PTC intenta precaver a los padres de que sus hijos pueden verse atraídos por la serie debido a su formato animado cuando la misma va dirigida a un público más adulto.
La serie recibe frecuentemente críticas por parte de otras series debido también en parte a su humor. Los Simpsons han descrito a Peter Griffin como un clon de Homer Simpson en un especial de Halloween, y también como un fugitivo acusado de «Plagiarismo» en el episodio The Italian Bob. Padre de familia también ha sido objeto de la sátira de South Park al salir referenciados en un episodio de doble duración (Cartoon Wars Part I y Cartoon Wars Part II), donde los personajes dicen que los chistes de la serie son intercambiables y carente de relación con la trama; por otro lado, los guionistas son retratados como manatís que se dedican a recoger «pelotas de ideas» y son llevadas por un tubo, cada pelota lleva una palabra escrita de tal modo que con cinco pelotas se puede formar una oración. MacFarlane respondió a esa crítica diciéndoles que es completamente cierto y sus suposiciones fundadas, incluso hace alusión a varios sketches y chistes que una vez escritos en el guion, son recortados y posteriormente trasladados a otro episodio futuro.

## Influencias culturales
Padre de familia fue la primera serie en regresar a la parrilla televisiva debido a la venta de DVD. Tras la vuelta después de su cancelación, comenzó a influir en otros programas producidos por MacFarlane como American Dad, lo que él comentó como una mezcla entre Padre de familia y All in the Family. Tanto Padre de familia, American Dad y The Cleveland Show, vienen del mismo mundo ficticio. La serie también ha sido de influencia para las series en imagen real como The Winner, también producida por MacFarlane, la cual tiene la misma clase de comicidad que Padre de familia, pero con la diferencia de que no tiene buenas críticas por parte de la prensa especializada.

## Recepción y logros

### Éxito
Padre de familia ha recibido muchas críticas positivas por parte de los críticos. Catherine Seipp del National Review Online se refirió a la serie como «sucia pero extremadamente divertida». Caryn James del New York Times hizo mención de la «escandalosa familia satírica» de la serie y las «parodias y posibilidades cómicas» de la misma. Sydney Morning Herald nombró a Padre de familia «el programa de la semana» en el 21 de abril de 2009 refiriéndose a la serie como «una obra maestra de la cultura popular». Frazier Moore del Seattle Times mencionó su «humor ansioso y sin fin sobre las emisiones fuertes». También se refirió como «un humor inteligente que quita el aliento» y dijo que «la mezcla de lo genial con la crudeza del humor ayuda a entender la atracción tan grande que suscita». Finalizó definiéndola como «grosera, ordinaria y exquisitamente ofensiva». La serie también ha atraído la atención de muchas celebridades, entre ellos, Emily Blunt, quien declaró que Padre de familia es su serie favorita y expresó un gran interés en ser una artista invitada del programa. George Lucas reveló en una entrevista con MacFarlane que tiene todos los episodios en TiVo sin necesidad de comprarse los DVD, además de que es el único programa que ve junto con Jackass. MacFarlane declaró que Lucasfilm siempre se ha mostrado receptiva cuando Padre de familia pretendía parodiar sus obras. Nancy Franklin del New Yorker dijo que Padre de familia está convirtiéndose en una de las mejores series de animación que existen, al comentar su popularidad y su rivalidad, dijo incluso que es mejor que Los Simpsons en cuanto a calidad se refiere. La serie también ha sido un éxito en Hulu llegando a ser el segundo programa más visto por detrás de Saturday Night Live.

### Galardones
Padre de familia y el reparto han sido nominados a diez Emmy Awards ganando tres premios:
- 2000: A la mejor actuación de voz - Seth MacFarlane por su voz de Stewie Griffin
- 2002: Música y letras - Walter Murphy (compositor), Seth MacFarlane (escritor)
- 2007: Al mejor trabajo individual en animatica - Steven Fonti (artista de storyboard)

La serie también ha sido nominada a diez Annie llevándose tres premios, dos en 2006 y uno en 2008. La serie también fue nominada a un Golden Real Award en tres ocasiones llevándose uno. En 2009, fue nominada al Emmy para la mejor serie de comedia. Esto es un logro significativo considerando que la última serie animada en ser nominada fue Los Picapiedra y que sin embargo Los Simpson jamás han conseguido ninguna nominación en la misma categoría.

### Audiencia en los Estados Unidos
| Temporada | Inicio de temporada      | Final de temporada     | Temporada televisiva | Ranking | Espectadores (en millones) |
| --------- | ------------------------ | ---------------------- | -------------------- | ------- | -------------------------- |
| 1         | 31 de enero de 1999      | 16 de mayo de 1999     | 1998–1999            | 33      | 12.80                      |
| 2         | 23 de septiembre de 1999 | 1 de agosto de 2000    | 1999–2000            | 114     | 6.32                       |
| 3         | 11 de julio de 2001      | 9 de noviembre de 2003 | 2001–2002, 2003–2004 | 125     | 4.50                       |
| 4         | 1 de mayo de 2005        | 21 de mayo de 2006     | 2004–2005, 2005–2006 | 68      | 7.90                       |
| 5         | 10 de septiembre de 2006 | 20 de mayo de 2007     | 2006–2007            | 71      | 7.20                       |
| 6         | 23 de septiembre de 2007 | 4 de mayo de 2008      | 2007–2008            | 84      | 7.94                       |
| 7         | 28 de septiembre de 2008 | 17 de mayo de 2009     | 2008–2009            | 69      | 7.56                       |
| 8         | 27 de septiembre de 2009 | 23 de mayo de 2010     | 2009–2010            | 53      | 7.73                       |
| 9         | 26 de septiembre de 2010 | 22 de mayo de 2011     | 2010–2011            | 56      | 7.66                       |
| 10        | 25 de septiembre de 2011 | 20 de mayo de 2012     | 2011–2012            | 63      | 3.30                       |
| 11        | 30 de septiembre de 2012 | 19 de mayo de 2013     | 2012–2013            | 62      | 2.94                       |
| 12        | 29 de septiembre de 2013 | 18 de mayo de 2014     | 2013–2014            | 78      | 3.11                       |
| 13        | 28 de septiembre de 2014 | 17 de mayo de 2015     | 2014–2015            | 94      | 2.86                       |
| 14        | 27 de septiembre de 2015 | 22 de mayo de 2016     | 2015–2016            | 111     | 2.28                       |
| 15        | 25 de septiembre de 2016 | 21 de mayo de 2017     | 2016–2017            | 116     | 1.93                       |
| 16        | 1 de octubre de 2017     | 20 de mayo de 2018     | 2017–2018            | 136     | 2.52                       |
| 17        | 30 de septiembre de 2018 | 12 de mayo de 2019     | 2018–2019            | 131     | 2.13                       |
| 18        | 29 de septiembre de 2019 | 17 de mayo de 2020     | 2019–2020            | 107     | 1.65                       |
| 19        | 27 de septiembre de 2020 | 16 de mayo de 2021     | 2020–2021            |         |                            |

Padre de Familia experimentó un aumento significativo en audiencia luego de su disponibilidad en varias plataformas de streaming, con un aumento de popularidad particularmente notable en Hulu. En 2018, se ubicó entre las series de televisión más vistas en el servicio de streaming Sling TV. En 2020, Hulu anunció que Padre de Familia era uno de los cinco programa no relacionados con deportes ni noticias en vivo más vistos en la plataforma de streaming. Nielsen Media Research, que registra la audiencia del streaming en las pantallas de televisión estadounidenses, estimó que la serie fue vista durante 910 millones de minutos entre el 29 de julio y el 4 de agosto de 2024. La semana siguiente, acumuló 881 millones de minutos de tiempo de visualización desde el 5 de agosto hasta el 11 de agosto de 2024, lo que lo convirtió en el sexto programa de televisión más visto en streaming en general. Del 12 al 18 de agosto de 2024, Padre de Familia generó 834 millones de minutos de audiencia, lo que lo ubicó como el octavo programa de televisión más visualizado digitalmente en total. Del 26 de agosto al 1 de septiembre de 2024, acumuló más de mil millones de minutos de tiempo de visualización, asegurando su posición como la tercera serie más vista en general en streaming.

## Otras producciones

### Stewie Griffin: La historia jamás contada
A través de la serie se creó la película para televisión Stewie Griffin: La historia jamás contada. Emitido en España como tres episodios incompletos con su terminación en el siguiente volumen.

### Family Guy Live
Para promover la serie y, tal como Newman describió, «llevar el interés por el programa más allá de los seguidores más acérrimos», la FOX organizó cuatro actuaciones de Padre de familia, llamadas Family Guy Live! en donde los actores de reparto realizan una lectura del guion de un episodio al público. Además de realizar una actuación musical para el álbum Family Guy: Live in Vegas. En 2004, los actores realizaron un acto público en el Festival Cómico de Montreal. De igual manera, han llegado a actuar en Los Ángeles y Nueva York, agotando localidades y actuando frente a 1200 espectadores en cada sitio.

### Videojuegos
En 2006, se realizó un videojuego basado en la serie, publicado por 2K Games y desarrollado por High Voltage Software. Aparece disponible para Xbox, PlayStation 2 y PlayStation Portable. La trama del juego refleja la estructura de un episodio de la serie con elementos de aventura. El producto ha recibido críticas dispares, de las cuales un 50% son favorables para la edición en PlayStation 2, 51% para la PSP, y 53% para la Xbox, según una crítica de Metacritic. El juego recibe alabanzas por su humor, pero recibe malas críticas por la brevedad del juego, y su «jugabilidad carente de interés». Family Guy: Back to the Multiverse, que se basa en el episodio «Road to the Multiverse», fue lanzado el 20 de noviembre de 2012.

### Película
En una entrevista del 22 de julio de 2007 con The Hollywood Reporter, MacFarlane anunció que podría comenzar a trabajar en un largometraje, aunque «nada es oficial». El 18 de julio de 2008, MacFarlane confirmó en TV Week sus planes de producir una película de Padre de Familia estrenada en cines en algún momento «dentro del próximo año». Se le ocurrió una idea para la historia, «algo que no se podría hacer en el programa, que [para él] es la única razón para hacer una película». Más tarde continuó diciendo que imagina la película como «un musical al estilo antiguo con diálogos» similar a The Sound of Music, diciendo que «realmente intentaría capturar, musicalmente, esa sensación». El 13 de octubre de 2011, MacFarlane confirmó que se había llegado a un acuerdo para una película de Padre de Familia, y que sería escrita por él y el coproductor de la serie Ricky Blitt.
El 30 de noviembre de 2012, MacFarlane confirmó sus planes de producir una película de Padre de Familia. El proyecto quedó en suspenso mientras MacFarlane trabajaba en Ted 2.
El 10 de agosto de 2018, Fox anunció que se estaba desarrollando una película animada/de acción real basada en la serie.
En julio de 2019, MacFarlane confirmó que habrá una película de Padre de Familia.
Durante el PaleyFest en abril de 2024, MacFarlane reveló que sabía cuál sería la trama de la película durante los últimos 15 años, pero no había tenido tiempo de escribirla.

### Spin-off

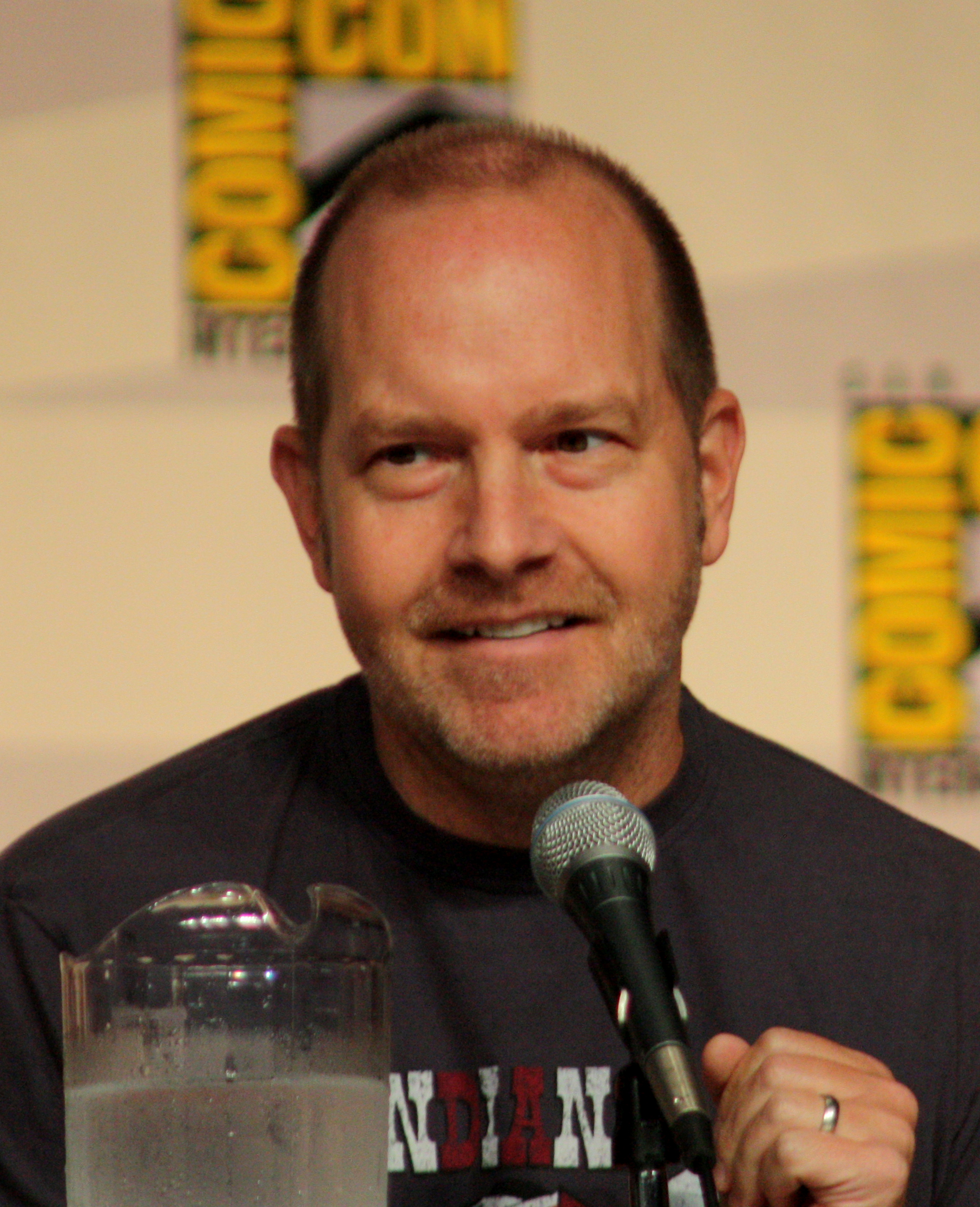
Foto de Mike Henry, el actor de Cleveland en la serie.

En 2009, FOX estrenó un spin-off titulado The Cleveland Show. The Hollywood Reporter anunció en un principio los planes existentes en producir una serie derivada de Padre de familia que se centrara en Cleveland. MacFarlane, Henry y Richard Appel crearon la serie. El personaje principal hizo alusión del programa en el episodio Baby Not on Board. La serie se estrenó el 27 de septiembre de 2009. Tras la cancelación de la serie King of the Hill, el traslado de la serie Sit Down, Shut Up a la franja del sábado noche, y la renovación de American Dad, Los Simpson y Bob's Burgers son las únicas series animadas del bloque «Animation Domination» de FOX no creadas por MacFarlane. La serie, estaba pensada para emitir una primera temporada de 22 episodios, pero finalmente la cadena mandó la producción de una segunda con 13 episodios, haciendo la suma de 35 episodios. El anuncio se hizo el 3 de mayo de 2009, antes de que diera comienzo la primera temporada. Debido a los altos índices de audiencia, la FOX volvió a ordenar más episodios, esta vez 9 para la segunda temporada haciendo un total de 44.

## Merchandising
A fechas del 2009, han sido publicados seis libros sobre Padre de familia, todos con el sello de HarperCollins desde 2005. El primer ejemplar fue Family Guy: Stewie's Guide to World Domination(ISBN 978-0-06-077321-2), escrito por Steve Callaghan. Redactado al estilo de novela gráfica, la trama se centra en los planes de Stewie por querer dominar el mundo a pesar de ser un lactante. Otros ejemplares son Family Guy: It Takes a Village Idiot, and I Married One (ISBN 978-0-7528-7593-4) donde se detallan en profundidad los sucesos del episodio It Takes a Village Idiot, and I Married One, y Family Guy and Philosophy: A Cure for the Petarded (ISBN 978-1-4051-6316-3), una colección de 17 ensayos profundizando las conexiones entre la serie y los filósofos de la historia.
La serie ha sido un éxito en lo comercial. Padre de familia ha sido la primera serie televisiva en volver a emitirse tras su venta rápida de DVD. Con el primer volumen de las dos primeras temporadas vendieron un total de 1,67 millones de unidades, superando el récord de ventas de 2003 por un DVD de otra serie, mientras que el segundo volumen vendió otro millón. Las temporadas seis y siete debutaron en el quinto lugar del listado de ventas de DVD en los Estados Unidos; La séptima edición fue la que más existencias agotó con un total de 171 000 unidades vendidas el 21 de junio de 2009. Blue Harvest fue publicado en enero de 2008 y alcanzó el primer lugar del top de ventas del país, aparte de ser el primer DVD de Padre de familia en incluir una copia digital para descargar en el iPod. MacFarlane grabó en exclusiva material de la voz de Peter y otros personajes para un pinball de la compañía Stern Pinball. En 2004, salió al mercado la primera serie de figuras de los personajes creadas por Mezco Toyz, cada personaje tenía su propio modelo salvo Stewie, del que se crearon dos modelos diferentes. En el trascurrir de los años, se fabricaron cuatro series más con varios modelos de Peter. En 2008, el personaje de Peter Griffin hizo presencia en varios anuncios de los restaurantes Subway para hacer promoción de dicha cadena de comida rápida.

## Miscelánea
En el ejemplar 1000 de la revista Entertainment Weekly, Brian Griffin fue elegido como «el perro perfecto para la familia televisiva». Wizard Magazine calificó a Stewie como el nonagesimoquinto villano de todos los tiempos. The Times consideró a Padre de familia como la cuadrigesimoquinta mejor serie del 2009. Según IGN, la serie ocupa el séptimo puesto en su top 100.

## Transmisión en televisión ystreaming
En los Estados Unidos, además de Fox, la serie se transmite actualmente en Adult Swim, Comedy Central y FXX. El programa fue «sindicado» por primera vez a Adult Swim y TBS de 2003 a 2021, compartiendo los derechos de las primeras quince temporadas. La serie fue retransmitida a través de varias estaciones locales de 2007 a 2024. En abril de 2019, FX Networks comenzó a emitir repeticiones de la temporada 16 en FXX; la temporada 17 debutó en octubre y compartió los derechos de retransmisión fuera de la cadena original de ambas temporadas con su canal hermano Freeform. Después de que los derechos de Adult Swim y TBS expiraran el 18 de septiembre de 2021, FXX y Freeform comenzaron a emitir las primeras quince temporadas. La serie también se unió a la alineación de FX ese mismo mes.
La salida del programa de Adult Swim el 18 de septiembre de 2021 fue conmemorada con un bumper de conmemoración creado por la cadena, que se transmitió después de la emisión final (el episodio «Stewie is Enceinte»).  El bumper mostraba animaciones de varios personajes de Adult Swim despidiéndose de Padre de Familia, incluyendo tomas de Peter llorando al principio y la familia Griffin despidiéndose hacia el final.
Comedy Central comenzó a emitir el programa el 2 de septiembre de 2024, como parte de un acuerdo de licencia no exclusivo entre Paramount y Disney. Comedy Central estrenó la serie con un maratón de todo el día en el Día del Trabajo. Luego se llegó a un acuerdo de licencia similar con Warner Bros. Discovery Networks para que el programa regresara a Adult Swim a partir del 1 de enero de 2025, y la cadena transmitió un maratón de 3 días para celebrar.
En los Estados Unidos, la serie está disponible mediante el streaming de forma exclusiva a través de Hulu. Además, Hulu lanzó dos especiales navideños de Padre de familia a finales de 2024, marcando la primera vez que un nuevo episodio del programa se emite en una plataforma de streaming;  a nivel internacional, Padre de familia está disponible a través de Star on Disney+. El primer especial de este tipo se estrenó el 14 de octubre de 2024 y el segundo de estos saldría al aire el 25 de noviembre de 2024. 
Inicialmente, Padre de familia no estaba disponible mediante Disney+ en América Latina, ya que había estado disponible en el servicio independiente Star+; sin embargo, el contenido de Star+ se fusionó con el de Disney+ el 26 de junio de 2024, y Star+ se suspendió por completo el 24 de julio de 2024.
Padre de Familia se estrenó en Australia el 9 de abril de 1999 en Seven Network, en 2000 en Fox8 y en 7mate el 27 de septiembre de 2010. Inicialmente, solo 2 temporadas estaban disponibles para ver a través Disney+ Star debido a contratos preexistentes. Las otras 17 temporadas se añadieron el 1 de diciembre de 2021, tras el vencimiento del contrato.